# Zygomyia heros
Zygomyia heros är en tvåvingeart som beskrevs av Lane 1951. Zygomyia heros ingår i släktet Zygomyia och familjen svampmyggor. Inga underarter finns listade i Catalogue of Life.